# Удивительные камни
«Удивительные камни» (англ. Splendid Stones) — документальный фильм из серии «Национальное географическое общество».

## Сюжет
Перед зрителем проходит галерея камней: сверкающие изумруды, изысканные бриллианты, белоснежный жемчуг, таинственные рубины, прекрасные сапфиры… Они притягивают к себе внимание человека с древнейших времён. Ради того, чтобы ими обладать, люди рисковали состоянием, честью, жизнью.
Ещё в древности человек обожествил камни, придав им чудодейственные свойства. Он считал, что рубин лечит воспаления, предотвращает кровотечения и избавляет больного от излишних газов; изумруд помогает при дизентерии и запорах, даёт своему хозяину силу провидения; жёлтый сапфир исцелял от желтухи и служил противоядием.
Исторические свидетельства подтверждают, что большинство драгоценных камней принадлежало царственным особам. Четыреста лет назад бриллиант Агра был подарен первому Великому Моголу султаном Индии за то, что тот пощадил семью своего врага. Драгоценности в золотой оправе украшали знаменитую Шапку Мономаха, которой короновались русские цари. Более трёх тысяч драгоценных камней украшает корону Ирана: в бывшей монархии эта бесценная реликвия до сих пор служит обеспечением государственной денежной единицы.
Зритель может заглянуть в недра земли, чтобы увидеть, как рождаются камни, которые с давних пор называют «слезами богов». Герои фильма — искатели камней и знаменитые торговцы, великие ювелиры и любители драгоценностей из светского общества.